# Синдром Антлі — Бікслера
Синдро́м А́нтлі—Бі́кслера (англ. Antley–Bixler syndrome; також англ. trapezoidocephaly-synostosis syndrome; також англ. Multisynostotic osteodysgenesis with long bone fractures; також англ. Osteodysgenesis, multisynostotic with fractures) — рідкісний синдром як аутосомно-домінантного, так і аутосомно-рецесивного наслідування, що характеризується тяжкими аномаліями скелету, в першу чергу, змінами черепа та обличчя.

## Етимологія
Названий на честь американського лікаря Рея Антлі (англ. Ray M. Antley) та його співвітчизника, стоматолога і одночасно генетика Девіда Бікслера (англ. David Bixler), які 1975 року його вперше описали

## Генетичні зміни
Існує дві чітко виражені генетичні мутації, пов'язані з фенотипом цього синдрому, що свідчить про те, що розлад може бути генетично неоднорідним. У першому випадку мутації, що відбуваються в гені FGFR2, розташованому у людей на короткому плечі 10-ї хромосоми, спричинюють синостоз та інші скелетні, полі- та синдактилічні аномалії. У другому випадку міссенс-мутація в гені цитохрома Р450 редуктази призводить до ненормального стероїдогенезу, пов'язаного з пороками розвитку геніталій, що часто виявляється при цьому синдромі. Але в OMIM це класифікується як «Подібний до синдрому Антлі-Бікслера фенотип».
Синдром успадковується переважно за аутосомно-рецесивною моделлю, що означає дефектний ген знаходиться на аутосомі, й дві копії цього гену (успадкованого від кожного з батьків) повинні передатися дитині. Батьки також несуть одну копію дефектного гена, але, як правило, проявів у них немає.

## Клінічні ознаки
- краніосиностоз, тобто передчасне окостеніння черепних швів;
- гіпоплазія кісток обличчя;
- відсутність або звуження заднього відділу носа (холеральна атрезія або хоанальний стеноз);
- синостоз плечової кістки і ліктьової, або променевої та ліктьової (плечовий або променеволіктьовий синостоз);
- вигин стегнової кістки;
- поєднані контрактури.

У деяких пацієнтів виникають аномалії сечостатевої системи з явищами гермафродитизма.

## Діагностика
Наявність численних характерних кісткових змін дозволяє запідозрити наявність синдрому клінічно. Генетична діагностика не доступна широкому загалу.

## Лікування і прогноз
Етіотропна терапія відсутня як і при інших генетичних хворобах, тому може проводитися лише симптоматична терапія. Прогноз поганий, головним чином через респіраторні ускладнення. Більшість пацієнтів помирає в дитинстві.